# Scars of Jealousy
Scars of Jealousy è un film muto del 1923 diretto da Lambert Hillyer con la supervisione di Thomas H. Ince. Le scene dei combattimenti hanno la coreografia di Ralph Faulkner.

## Produzione
Il film fu prodotto dalla Thomas H. Ince Corporation. Venne girato in California, a Sonora.

## Distribuzione
Distribuito dall'Associated First National Pictures, il film uscì nelle sale cinematografiche USA il 5 marzo 1923. Fu distribuito anche in Finlandia il 10 maggio 1925.